# Ahmed ben Mehrez
Moulay Ahmed (? - 1687), ou Moulay Ahmed ben Mourad Mehrez, membre de la dynastie alaouite, est un célèbre rebelle connu pour avoir affronté pendant près de treize ans son oncle Mouley Ismaïl. Il est finalement tué en 1687, après le siège de Taroudant enclenché par son oncle. Il est pendant un certain temps Émir des pays au Sud de l'Atlas, à la suite de négociations tenues avec Mouley Ismaïl, dans le but de préserver une paix durable. 
Ce dernier fut polygame, en 1668, il épouse en premières noces la princesse Lalla Mariem Al Saadi, fille ainée ou sœur du dernier sultan Saadien Ahmad al-Abbas. Et en 1672, il épousa en secondes noces une fille du Cheikh El Glaoui, Maitre du Col du Glaoui,.         